# Current Opinion in Allergy and Clinical Immunology
Current Opinion in Allergy and Clinical Immunology is een internationaal, aan collegiale toetsing onderworpen wetenschappelijk tijdschrift op het gebied van de allergieën en immunologie. De naam wordt in literatuurverwijzingen meestal afgekort tot Curr. Opin. Allergy Clin. Immunol. Het wordt uitgegeven door Lippincott Williams & Wilkins en verschijnt tweemaandelijks.